# La Joie
Pour les articles ayant des titres homophones, voir Lajoie et Lajoye.
La Joie est un roman de Georges Bernanos publié en 1929 aux éditions Plon et ayant reçu la même année le prix Femina.

## Résumé
M. de Clergerie, sa mère (qui joue la comédie de la folie) et sa fille, Chantal, ont provisoirement quitté Paris pour un séjour à Laigneville. Ils profitent de l'agréable été normand. Au cours d'une discussion avec son père, la jeune Chantal laisse percevoir sa nature mystique, sa pureté et sa simplicité, mais elle ne se sent pas prête pour prendre le voile. Son père souhaite pourtant qu'elle s'établisse: il est surtout soucieux de sa carrière de savant et du fauteuil qu'il brigue à l'Académie. Une scène avec sa grand-mère qui a perdu la raison montre les aptitudes étranges et comme surnaturelles de Chantal de Clergerie: elle semble capable de communiquer avec les âmes...

## Autour de l’œuvre
Cette œuvre est la suite de L'Imposture, roman du même auteur paru en 1927. Ce dernier est le deuxième ouvrage de Georges Bernanos, publié après le succès de son premier ouvrage Sous le soleil de Satan en 1926.

## Réceptions critiques
À sa parution, le roman est accueilli par un concert de louanges.

## Éditions
- La Joie, éditions Plon, 1929
- La Joie, éditions Le Castor Astral, préface de Philippe Le Touzé, 2011